# Liste der Bodendenkmale in Dürrröhrsdorf-Dittersbach
In der Liste der Bodendenkmale in Dürrröhrsdorf-Dittersbach sind die Bodendenkmale der Gemeinde Dürrröhrsdorf-Dittersbach und ihrer Ortsteile nach dem Stand der Auflistung von Harald Quietzsch und Heinz Jacob aus dem Jahr 1982 aufgelistet. Eventuelle Änderungen und Ergänzungen, insbesondere aus der Zeit nach der Wende, sind nicht berücksichtigt, da für Sachsen aktuell keine neueren allgemein zugänglichen Bodendenkmallisten vorliegen. Die Baudenkmale sind in der Liste der Kulturdenkmale in Dürrröhrsdorf-Dittersbach aufgeführt.
| Denkmal-ID | Fundart            | Ortsteil     | Bezeichnung               | Zeitstellung    | Lage                                                                                 | Bemerkungen                                                                      | Bild |
| ---------- | ------------------ | ------------ | ------------------------- | --------------- | ------------------------------------------------------------------------------------ | -------------------------------------------------------------------------------- | ---- |
| ?          | Befestigung > Burg | Dittersbach  | Wasserburg                | Mittelalter     | südöstlicher Ortsrand, südlicher Gutsbereich                                         | durch Herrenhaus überbaut, Rechteckgraben verfüllt, Schutz seit 28. Februar 1972 |      |
| ?          | besonderer Stein   | Elbersdorf   | Steinkreuz                | Spätmittelalter | nördlicher Ortsteil, Kleinelbersdorf, nördlich am Weg zur Schönen Höhe               | Pflugschar eingeritzt, Schutz seit 1. Dezember 1971                              |      |
| ?          | besonderer Stein   | Stürza       | Steinkreuz                | Frühe Neuzeit   | nordöstlich des Orts, nördlich der Kirche, westlich am Weg nach Altstadt             | verwitterte Inschrift, Schutz seit 20. Dezember 1971                             |      |
| ?          | besonderer Stein   | Wünschendorf | Gruppe von 2 Steinkreuzen | Spätmittelalter | nordwestlicher Ortsrand, westlich der Straße von Bonnewitz nach Eschdorf             | Schwerteinzeichnung, Schutz seit 21. Juni 1972                                   |      |
| ?          | besonderer Stein   | Wünschendorf | Steinkreuz                | Spätmittelalter | nordöstlich des Orts, südlich an der Straße nach Dittersbach, auf Höhe des Kohlbergs | Armbrusteinzeichnung, Schutz seit 10. Mai 1972                                   |      |